# Curt Truninger

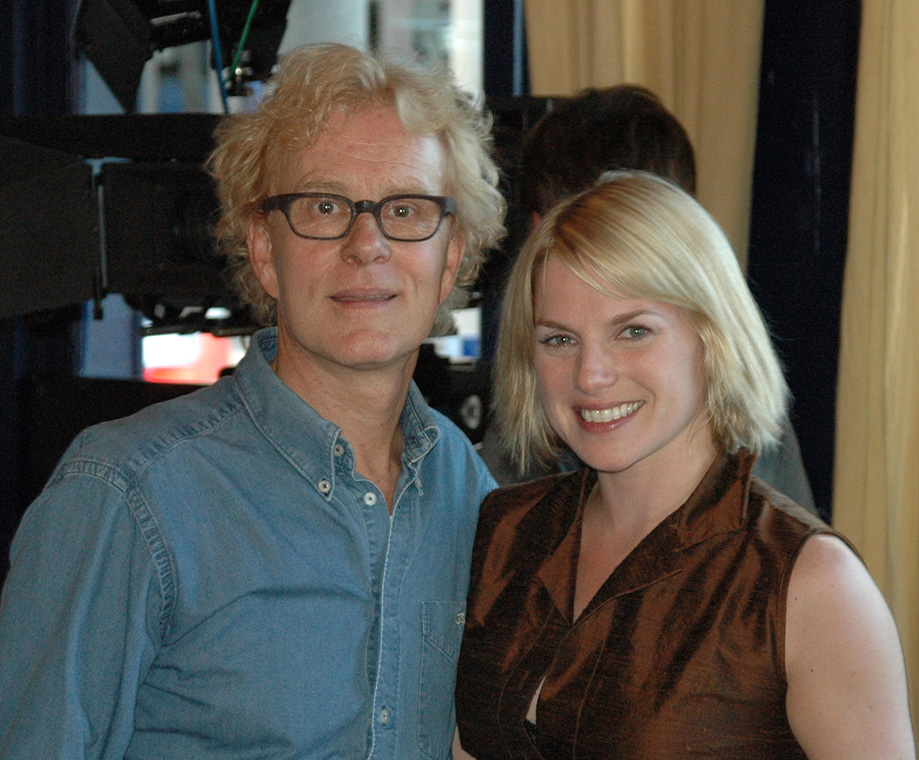
Curt Truninger und die Schauspielerin Eva Birthistle am Set von The Rendezvous in Toronto. Foto von Peter Rehak.

Curt Truninger (* 12. April 1957 in Luzern) ist ein Schweizer Filmregisseur, Drehbuchautor und Produzent. Er ist auch Maler, Journalist und betätigt sich gelegentlich als Schauspieler.
Curt Truninger ist Mitglied der European Film Academy (EFA). Er lebt in Toronto und Zürich.

## Leben und Werk

### Jugend
Curt Truninger ist in Luzern aufgewachsen. Sein Vater Ernst war Bankier und Reisebürounternehmer. Der Grossvater war ein bekannter Gastwirt und populärer Politiker des Grütlivereins.
Schon früh begeisterte sich Curt Truninger fürs Kino, besonders für französische Filme – von Truffaut, Godard, Eric Rohmer bis André Cayatte. Als Teenager wurde ihm Allan Porter, der amerikanische Chefredakteur der weltweit führenden Fotozeitschrift camera vorgestellt. Porter führte Truninger in die Welt der Fotografie und der verwandten Künste ein. Berühmte Kunst- und Kulturschaffende besuchten Porter in Luzern und viele davon traf der junge Truninger; von Fotografen wie Will McBride, Sven Simon (alias Axel Springer junior) oder Oliviero Toscani bis zum Rolling Stone Magazin Gründer Jann Wenner. Luzern war in den 70er und Anfang der 80er Jahre ein kreativer Knotenpunkt internationaler Kunstströmungen.
Truninger war auch ein begeisterter Sportler. So spielte er in einer der besten U-16 Mannschaften der Schweiz, dem FC Luzern. Viele seiner Mitspieler wurden später Nationalspieler. Auch als Kunstturner, Schwimmer und Skirennfahrer war er aktiv. Als Student nahm er an internationalen Universitäts-Skirennen teil.

### Ausbildung
Curt Truninger studierte in München und im schottischen Aberdeen Sozialwissenschaften und Kunstgeschichte. Er doktorierte an der Universität Aberdeen, wo er auch unterrichtete. Sportlicher Höhepunkt seiner Universitätszeit: Der Gewinn einer Bronzemedaille an den Britischen Universitätsmeisterschaften im Ski alpin. Damit wurde er auch mit einem Blue (University Sport), der höchsten Auszeichnung im Universitätssport in angelsächsischen Ländern ausgezeichnet und ist berechtigt, einen entsprechenden Blue Blazer zu tragen. Ein schwerer Sportunfall führte dazu, dass er sich voll auf eine akademische und kreative Laufbahn konzentrierte.
Truninger war Mitglied des Think Tanks Chatham House in London (früher auch als ‘Royal Institute of International Affairs’ bekannt), und UNICEF Ambassador.
Schon während seiner Universitätszeit arbeitete Curt Truninger regelmässig als Journalist, Film- und Kunstkritiker sowie als Fotograf für deutschsprachige Medien – vom Zürcher Tagesanzeiger bis zum deutschen Stern und Penthouse. Daneben spielte er in diversen Spielfilmen kleinere Rollen, die ihn auf Drehplätze von Rom bis Pakistan führten.

### Fernsehen
Später arbeitete er für die Kulturabteilung des Schweizer Fernsehens. Er realisierte Filmbeiträge für die Kultursendung ‘Schauplatz’ und präsentierte das Filmprogramm ‘Neu im Kino’.
Zurück in München realisierte er Ende der 80er-Jahre Magazin-Beiträge für die Ausland-Redaktion des Bayerischen Rundfunks (ARD) u. a. für die Sendung Weltspiegel. Dann empfahl ihn der bekannte deutsche Kulturjournalist und Moderator Reinhart Hoffmeister der ZDF Kulturredaktion aspekte in Mainz. Neben regelmässigen aspekte-Beiträgen – Schwerpunkt bildende Kunst – realisierte Truninger zahlreiche Dokumentarfilme für das ZDF. Daneben war er einer der Gastgeber der Gesprächssendung „Begegnungen“ von 3sat/ZDF, für die er Kulturschaffende befragte, wie Porsche-Designer Jan Matthias, Architekt Mario Botta oder Heidi Weber, die Förderin des bildnerischen Schaffens von Le Corbusier und Bauherrin des Centre Le Corbusier in Zürich.
Truninger machte eines der letzten Interviews mit Richard Burton während der Dreharbeiten zur TV-Serie Wagner – Das Leben und Werk Richard Wagners, wo der Star, der kurz darauf sterben sollte, ungewöhnlich offen sprach.
Nach einer Begegnung mit dem legendären Photographen Richard Avedon in New York, erhielt Truninger von Avedon den Auftrag, eine Dokumentation über ihn zu drehen. Die beiden wurden Freunde, und Avedon beauftragte Curt Truninger mehrmals an seinen Ausstellungen zu moderieren.

## Kinofilme

### Waiting for Michelangelo
1996 realisierte Curt Truninger seinen ersten englischsprachigen Spielfilm. Waiting for Michelangelo dreht sich um vier Freunde, die mehr Glück im Leben als in der Liebe haben. Hauptdrehort der Komödie war Toronto, und Curts Heimatstadt Luzern. Der kanadische Kult-Star Roy Dupuis (Nikita) spielt die Hauptrolle. Am Filmfestival im ägyptischen Alexandria bezeichnete die ägyptische Regielegende und Jurymitglied Youssef Chahin Truningers Erstling als einen „gelungenen amerikanischen Eric Rohmer“. Channel 4 (London) konnte Waiting for Michelangelo in rund 30 Länder verkaufen. Truninger schrieb das englischsprachige Drehbuch mit seiner Produzentin und Partnerin Margrit Ritzmann, die damals als Psychotherapeutin tätig war.

### Dead by Monday – Gemeinsam stirbt sich’s besser
2001 drehten Truninger/Ritzmann wiederum in Toronto und an den Niagara Fällen. In der schwarzen Komödie Dead by Monday, geht es um Liebe und Selbstmord. Julie, gespielt von der Engländerin Helen Baxendale, bekannt als Emily der US-Kultserie Friends und Star der UK-Serie Cold Feet, will sich umbringen. Der depressive Schriftsteller Alex (Tim Dutton), bekannt aus The Bourne Identity und der TV-Serie Ally McBeal, rettet sie. Die beiden schliessen einen Selbstmordpakt und machen sich auf die Suche nach dem geeigneten Todesort. Die italienisch-deutsch-kanadische Co-Produktion hatte ihre Welturaufführung als ‘Weekend da Suicidio’ in Florenz. Als deutscher Co-Produzent zeichnet die von Wim Wenders gegründete Berliner Produktionsfirma ‘Road Movies’. Der Film wurde an Filmfestivals von Shanghai, Portland, Valencia bis Haugesund oder Monaco eingeladen, und mit zahlreichen Preisen ausgezeichnet. Dead By Monday lief auf Sky Italia in ihrer Serie ‘Kultfilm’.

### The Rendezvous
2008 adaptierten Truninger und Co-Autorin Margrit Ritzmann ein Theaterstück des New Yorker Autors und Schauspielers Tom Noonan. Das Drama The Rendezvous mit der Irin Eva Birthistle (Just a Kiss von Ken Loach, Nightwatching – Das Rembrandt-Komplott von Peter Greenaway) – und wiederum mit Tim Dutton, dreht sich um zwei einsame Singles, die nicht zusammen finden können. Das tragisch-komische Drama konzentriert sich auf einen Abend in einem Loft – ein Kammerspiel als Rollercoaster. Die klaustrophobische, streitlustige Atmosphäre wurde von Kritikern mit Roman Polanskis Der Gott des Gemetzels (Originaltitel Carnage) verglichen. Die Weltpremiere fand am Zurich Film Festival 2010 statt. In den USA debütierte das Drama am Film Festival in Myrtle Beach in South Carolina. Zwei Preise am dortigen Festival eröffneten dem Independent Film unerwartet einen US Kinostart.
Derzeit arbeiten Curt Truninger und Margrit Ritzmann an einer neuen romantischen Komödie und an einem politischen Dokudrama. Curt Truninger realisiert gelegentlich Werbespots und unterrichtet Film in Toronto.

## Auszeichnungen
Dead by Monday – Gemeinsam stirbt sich's besser
- 2001: Portland Festival of World Cinema – Bester Film
- 2003: Monaco International Film Festival – Angel Award für Bester Film

The Rendezvous
- 2012: Myrtle Beach International Film Festival – Best Drama and Best Actress

## Filmographie (als Regisseur)

### Kinofilme
- 1996 Waiting for Michelangelo
- 2001 Dead by Monday – Gemeinsam stirbt sich's besser
- 2010 The Rendezvous

### Abendfüllende Dokumentarfilme (Auswahl)
- 1984 Dialekt-Rock (SF)
- 1986 Engadin: Ein Paradies verändert sich (ZDF)
- 1987 Das Tessin der Tessiner (ZDF)
- 1988 Nostalgie auf Zelluloid (ZDF)
- 1989 Risorgimento der Phantasie (ZDF, Co-Regie)
- 1989 Kanonen für den Osterschnee (ZDF)
- 1990 Geschichte des Semmering (ZDF)
- 1990 Das Sofa im Park (SF)
- 1991 Avedon – Kunsthaus Zürich (Produzent: Richard Avedon)
- 1992 Uluruh (longform Musikvideo)
- 1993 Chaos am Matterhorn (ZDF/3sat)
- 1994 Dimitris Atelier (Mini-Serie SF)